# Fővám tér (métro de Budapest)
Fővám tér est une station du métro de Budapest. Elle est sur la  .

## Lieu remarquable à proximité
- Fővám tér
- Szabadság híd
- Váci utca
- Université Corvinus de Budapest
- Halles centrales de Budapest